# Phường 9, Quận 6
Phường 9 là một phường thuộc Quận 6, Thành phố Hồ Chí Minh, Việt Nam.
Phường 9 có diện tích 0,27 km², dân số năm 2021 là 12.032 người,  mật độ dân số đạt 44.562 người/km².